# BSG Grevenbroich
Die Basketball-Sport-Gemeinschaft (BSG) Blau-Weiss Elephants Grevenbroich ist ein deutscher Basketballverein aus der Stadt Grevenbroich.

## Geschichte
Die Basketball-Sportgemeinschaft Blau-Weiß Grevenbroich wurde 1983 durch eine Abspaltung vom BSV Grevenbroich gegründet.

### 1980er Jahre
In ihrer ersten Saison 1983/84 stieg die 1. Herrenmannschaft in die 1. Kreisklasse auf. Später schaffte man den Sprung in die Bezirksliga. 1989 kam der Ungar Laszlo Lang nach Grevenbroich.

### 1990er Jahre
Lang, der 102 Länderspiele für sein Heimatland bestritten hatte, führte die Grevenbroicher als Spielertrainer bis in die Oberliga. 1996 kam es zur „Wiedervereinigung“ mit dem BSV Grevenbroich. 1998 stieg die Herrenmannschaft unter dem Ungar Istvan Kozocsa als Trainer in die 2. Regionalliga auf. 1999 wurde der frühere ungarische Nationalspieler Mathyas Ranky neuer Trainer.

### 2000er Jahre
2001 traf die BSG eine Vereinbarung mit Maccabi Düsseldorf, im Zuge derer eine Spielgemeinschaft gegründet und sofort wieder aufgelöst wurde, wodurch das Düsseldorfer Teilnahmerecht an der 1. Regionalliga an die BSG überging, die zu dem Zeitpunkt in der 2. Regionalliga spielte. Ein weiterer Punkt der Vereinbarung sah vor, dass Maccabis Trainer Raphael Wilder den Posten in Grevenbroich übernahm und darüber hinaus einige seiner Spieler aus Düsseldorf mitbrachte. Wilder führte die BSG in der Saison 2001/02 auf den vierten Tabellenplatz der 1. Regionalliga West. Am Ende des Spieljahres 2002/03 stand der Aufstieg in die 2. Basketball-Bundesliga sowie der Gewinn des WBV-Pokals. Zu Wilders Leistungsträger im Meisterjahr gehörten unter anderen der US-Spielmacher John Bynum sowie der kanadische Innenspieler Whitney Harris.
In der Saison 2003/04 wurde knapp der Klassenerhalt geschafft, die Saison 2004/05 wurde auf dem neunten Tabellenrang der 2. Bundesliga abgeschlossen, was seinerzeit das beste Ergebnis der Vereinsgeschichte bedeutete. Überragender Mann dieses Spieljahres war John Bynum, der im Sommer 2004 nach einem Jahr in der ersten norwegischen Liga nach Grevenbroich zurückgekehrt war. In der Saison 2006/07 mussten die Grevenbroicher den Abstieg aus der 2. Bundesliga hinnehmen.
Nach dem Abstieg kam es zur Trennung von Trainer Wilder, sein Nachfolger wurde der Bundesliga-erfahrene Heimo Förster. Förster führte die BSG 2007/08 auf den zweiten Platz in der 1. Regionalliga West. Vor dem Beginn des Spieljahres 2008/09 übernahm die Konstantin-Gruppe die Namensrechte an der Mannschaft, die fortan als Konstantin Elephants Grevenbroich ins Rennen gingen. Die Saison 2008/09 wurde abermals als Vizemeister beendet.

### 2010er Jahre
Der zweite Platz wurde 2009/10 wiederholt. Im Frühjahr 2010 hatte sich die BSG damit sportlich für 2. Bundesliga ProB qualifiziert, verzichtete jedoch auf den Aufstieg. Die Konstantin-Gruppe hatte im Anschluss an die Saison ihre finanzielle Unterstützung eingestellt, dadurch fehlten 50 000 Euro im Haushalt.
2012 übernahm Hartmut Oehmen, der zuvor unter anderem als Trainer und Manager der Krefeld Panthers sowie des Willicher TV gearbeitet hatte, dieses Doppelamt bei der BSG. Oehmen brachte frischen Wind nach Grevenbroich: Es gelang, den Zuschauerzuspruch wieder zu erhöhen, in den Spieljahren 2013/14 und 2015/16 führte er die Mannschaft zum Gewinn des WBV-Pokals. Am Ende des Spieljahres 2017/18, das als Vizemeister der Regionalliga West abgeschlossen wurde, gab Oehmen das Traineramt ab und übernahm stattdessen das Amt des Geschäftsführers. Neuer Trainer wurde Simon Bennett. Nach dem Abgang von Spielern und wegen mehrerer Verletzten herrschte Personalnot bei den Grevenbroichern, deshalb kehrte Bennett im Februar 2019 als Spieler aufs Feld zurück, während Oehmen wieder das Traineramt übernahm.

### 2020er Jahre
Zur Saison 2019/2020 wurde Jason Price als Trainer geholt. Nach sechs Niederlagen in Folge musste Price Anfang Februar 2020 gehen, Nachfolger für kurze Zeit wurde Ryon Howard, der die Saison als Grevenbroicher Spieler begonnen hatte, Mitte Januar 2020 aber eine Verletzung zuzog, die sich als Kreuzbandriss herausstellte. Mit Kenneth Pfüller wurde im Mai 2020 ein neuer Trainer verpflichtet, der zuvor im Nachwuchsbereich der RheinStars Köln arbeitete. In der Saison 2021/22 stieg die Mannschaft aus der 1. Regionalliga ab und kehrte 2023 in diese Liga zurück.
Zum Ende der Saison 2023/24 übernahm Mahmoud Al-Abed das Traineramt, da Ken Pfüller dieses aus privaten Gründen nicht mehr ausüben konnte. Al-Abed betreute die Mannschaft im Spieljahr 2024/25, in der Sommerpause 2025 kam Viktor Frankl-Maus als neuer Trainer.

## Trainer (seit 1999)
| Amtszeit        | Trainer            |
| 1999–2001       | Mathyas Ranky      |
| 2001–2007       | Raphael Wilder     |
| 2007–2012       | Heimo Förster      |
| 2012–2018       | Hartmut Oehmen     |
| 2018-02/2019    | Simon Bennett      |
| 02/2019–04/2019 | Hartmut Oehmen     |
| 2019–02/2020    | Jason Price        |
| 02/2020–03/2020 | Ryon Howard        |
| 05/2020–02/2024 | Kenneth Pfüller    |
| 02/2024–04/2025 | Mahmoud Al-Abed    |
| seit 2025       | Viktor Frankl-Maus |

## Bedeutsame ehemalige Spieler
- Bastian Becker (2004–2022)[29]
- John Bynum (2002/03, 2004/05, 2013)
- Michael Davis (bis 2002)
- Brian Graves (2007/08, 2009/10)
- Whitney Harris (1997–2007)
- Götz Twiehoff (bis 2012)
- Timo Verwimp (2005–2010)
- Matthias Wojdyla (bis 2009)
- Farid Sadek (2013–2019)